# Raphidophyceae
Raphidophyceae é um pequeno grupo de algas unicelulares eucariotas, geralmente tratado ao nível taxonómico de classe, que inclui espécies de água doce e marinhas, pertencente ao agrupamento dos Stramenopiles. Com uma história sistemática complexa, situado na fronteira entre a ficologia e a zoologia, o grupo era anteriormente designado por Chloromonadophyceae ou Chloromonadineae, dependendo do campo de estudo. A sua taxonomia e sistemática continuam a não ser consensuais, não existindo ainda um sistema de classificação com aceitação generalizada.

## Descrição
Todas as espécies são unicelulares, com grandes células (50-100 μm de comprimento), desprovidas de parede celular. Com morfologia complexa, apresentam um par de flagelos, organizados de tal maneira que ambos procedem da mesma invaginação (frequentemente referida por gullet). Um dos flagelos, recoberto por mastigonemas pilosos, aponta para diante, enquanto que o outro, liso, aponta para trás, encaixado num sulco ventral situado ao longo da superfície da célula.
Os membros deste grupo possuem numerosos cloroplastos de forma elipsóide que contêm clorofilas a, c1 e c2. Também fazem uso de pigmentos acessórios como o β-caroteno e a diadinoxantina. Diferem de outros Heterokontophyta por não apresentarem o organelo fotorreceptor (mancha ocular) típico deste grupo.
Em termos ecológicos, estes organismos são autótrofos fotossintéticos que ocorrem numa larga gama de ecossistemas aquáticos. As espécies de água doce são mais comuns em águas ácidas, preferindo habitats como as lagoas em turfeiras. As espécies marinhas podem produzir grandes eflorescências algais no Verão, especialmente em águas costeiras.  Ao largo da costa japonesa, as marés vermelhas resultantes desses blooms frequentemente causam perturbações nas instalações de piscicultura ali existentes, embora os rafidófitos geralmente não sejam responsáveis por fenómenos de toxicidade nas águas ou na cadeia trófica.

## Taxonomia e sistemática
O agrupamento taxonómico Raphidophyceae é frequentemente referido em botânica pela designação Chloromonadophyceae. O nome é também frequentemente escrito com um i adicional como «Raphidiophyceae». Estes organismos fototróficos, porque são unicelulares e dotados de alguma motilidade, são tratadas a partir de uma perspectiva histórica como parte do campo de estudo da zoologia. Em geral foram durante muito tempo considerados como a ordem Chloromonadina dos Heterokonta, embora a designação Raphidomonadea continuasse comum.
Em consequência da tradicional distinção de regras de classificação entre os campos da botânica e da zoologia, a posição taxonómica deste grupo variou grandemente nas antigas classificações de base morfológica. A maioria dos protozoólogos tratou os cloromónados como uma ordem de fitoflagelados, enquanto a maioria dos ficologistas os classificavam como parte das Xanthophyceae e das Eustigmatophyceae na divisão Xanthophyta. Outros ficologistas consideravam o grupo como próximo das Chrysophyceae, Dinophyceae ou Cryptophyceae. Recentemente o grupo de heliozoários que constitui o agrupamento Actinophryida foi movido para este agrupamento taxonómico com base em critérios de filogenética molecular e cladística.
Em consequência da sua complexidade e das questões históricas atrás apontadas, o posicionamento filogenético do agrupamento Raphidophyceae, como dos restantes grupos de protistas incluídos entre os Stramenopiles, continua incerto. Com base em trabalhos recentes (2015-2016) sobre a filogenia dos eucariotas é possível estabelecer os seguinte cladograma:

|  | Bolidophyceae Guillou & Chretiennot-Dinet 1999 |
|  |                                                |
|  | Bacillariophyceae Haeckel 1878 (diatomáceas)   |
|  |                                                |

|  | Pinguiophyceae Kawachi et al. 2002       |
|  |                                          |
|  | Eustigmatophyceae Hibberd & Leedale 1971 |
|  |                                          |

|  | Synchromophyceae Horn & Wilhelm 2007                                                                       |
|  | |
|  | \| \| Leukarachnion Geitler 1942 \| \| \| \| \| \| Chrysophyceae Pascher 1914 (algas-douradas) \| \| \| \| |
|  | |
|  | Leukarachnion Geitler 1942                                                                                 |
|  | |
|  | Chrysophyceae Pascher 1914 (algas-douradas)                                                                |
|  | |

|  | Leukarachnion Geitler 1942                  |
|  |                                             |
|  | Chrysophyceae Pascher 1914 (algas-douradas) |
|  |                                             |

|  | Synchromophyceae Horn & Wilhelm 2007                                                                       |
|  | |
|  | \| \| Leukarachnion Geitler 1942 \| \| \| \| \| \| Chrysophyceae Pascher 1914 (algas-douradas) \| \| \| \| |
|  | |
|  | Leukarachnion Geitler 1942                                                                                 |
|  | |
|  | Chrysophyceae Pascher 1914 (algas-douradas)                                                                |
|  | |

|  | Leukarachnion Geitler 1942                  |
|  |                                             |
|  | Chrysophyceae Pascher 1914 (algas-douradas) |
|  |                                             |

|  | Chrysomerophyceae Cavalier-Smith 1995 |
|  | |
|  | \| \| Phaeothamniophyceae Andersen & Bailey 1998 s.l. \| \| \| \| \| \| Xanthophyceae Allorge 1930 emend. Fritsch 1935 (algas verde-amareladas) \| \| \| \| |
|  | |
|  | Phaeothamniophyceae Andersen & Bailey 1998 s.l. |
|  | |
|  | Xanthophyceae Allorge 1930 emend. Fritsch 1935 (algas verde-amareladas)                                                                                     |
|  | |

|  | Phaeothamniophyceae Andersen & Bailey 1998 s.l.                         |
|  |                                                                         |
|  | Xanthophyceae Allorge 1930 emend. Fritsch 1935 (algas verde-amareladas) |
|  |                                                                         |

|  | Chrysomerophyceae Cavalier-Smith 1995 |
|  | |
|  | \| \| Phaeothamniophyceae Andersen & Bailey 1998 s.l. \| \| \| \| \| \| Xanthophyceae Allorge 1930 emend. Fritsch 1935 (algas verde-amareladas) \| \| \| \| |
|  | |
|  | Phaeothamniophyceae Andersen & Bailey 1998 s.l. |
|  | |
|  | Xanthophyceae Allorge 1930 emend. Fritsch 1935 (algas verde-amareladas)                                                                                     |
|  | |

|  | Phaeothamniophyceae Andersen & Bailey 1998 s.l.                         |
|  |                                                                         |
|  | Xanthophyceae Allorge 1930 emend. Fritsch 1935 (algas verde-amareladas) |
|  |                                                                         |

|  | Chrysomerophyceae Cavalier-Smith 1995 |
|  | |
|  | \| \| Phaeothamniophyceae Andersen & Bailey 1998 s.l. \| \| \| \| \| \| Xanthophyceae Allorge 1930 emend. Fritsch 1935 (algas verde-amareladas) \| \| \| \| |
|  | |
|  | Phaeothamniophyceae Andersen & Bailey 1998 s.l. |
|  | |
|  | Xanthophyceae Allorge 1930 emend. Fritsch 1935 (algas verde-amareladas)                                                                                     |
|  | |

|  | Phaeothamniophyceae Andersen & Bailey 1998 s.l.                         |
|  |                                                                         |
|  | Xanthophyceae Allorge 1930 emend. Fritsch 1935 (algas verde-amareladas) |
|  |                                                                         |

|  | Chrysomerophyceae Cavalier-Smith 1995 |
|  | |
|  | \| \| Phaeothamniophyceae Andersen & Bailey 1998 s.l. \| \| \| \| \| \| Xanthophyceae Allorge 1930 emend. Fritsch 1935 (algas verde-amareladas) \| \| \| \| |
|  | |
|  | Phaeothamniophyceae Andersen & Bailey 1998 s.l. |
|  | |
|  | Xanthophyceae Allorge 1930 emend. Fritsch 1935 (algas verde-amareladas)                                                                                     |
|  | |

|  | Phaeothamniophyceae Andersen & Bailey 1998 s.l.                         |
|  |                                                                         |
|  | Xanthophyceae Allorge 1930 emend. Fritsch 1935 (algas verde-amareladas) |
|  |                                                                         |

|  | Synchromophyceae Horn & Wilhelm 2007                                                                       |
|  | |
|  | \| \| Leukarachnion Geitler 1942 \| \| \| \| \| \| Chrysophyceae Pascher 1914 (algas-douradas) \| \| \| \| |
|  | |
|  | Leukarachnion Geitler 1942                                                                                 |
|  | |
|  | Chrysophyceae Pascher 1914 (algas-douradas)                                                                |
|  | |

|  | Leukarachnion Geitler 1942                  |
|  |                                             |
|  | Chrysophyceae Pascher 1914 (algas-douradas) |
|  |                                             |

|  | Synchromophyceae Horn & Wilhelm 2007                                                                       |
|  | |
|  | \| \| Leukarachnion Geitler 1942 \| \| \| \| \| \| Chrysophyceae Pascher 1914 (algas-douradas) \| \| \| \| |
|  | |
|  | Leukarachnion Geitler 1942                                                                                 |
|  | |
|  | Chrysophyceae Pascher 1914 (algas-douradas)                                                                |
|  | |

|  | Leukarachnion Geitler 1942                  |
|  |                                             |
|  | Chrysophyceae Pascher 1914 (algas-douradas) |
|  |                                             |

|  | Chrysomerophyceae Cavalier-Smith 1995 |
|  | |
|  | \| \| Phaeothamniophyceae Andersen & Bailey 1998 s.l. \| \| \| \| \| \| Xanthophyceae Allorge 1930 emend. Fritsch 1935 (algas verde-amareladas) \| \| \| \| |
|  | |
|  | Phaeothamniophyceae Andersen & Bailey 1998 s.l. |
|  | |
|  | Xanthophyceae Allorge 1930 emend. Fritsch 1935 (algas verde-amareladas)                                                                                     |
|  | |

|  | Phaeothamniophyceae Andersen & Bailey 1998 s.l.                         |
|  |                                                                         |
|  | Xanthophyceae Allorge 1930 emend. Fritsch 1935 (algas verde-amareladas) |
|  |                                                                         |

|  | Chrysomerophyceae Cavalier-Smith 1995 |
|  | |
|  | \| \| Phaeothamniophyceae Andersen & Bailey 1998 s.l. \| \| \| \| \| \| Xanthophyceae Allorge 1930 emend. Fritsch 1935 (algas verde-amareladas) \| \| \| \| |
|  | |
|  | Phaeothamniophyceae Andersen & Bailey 1998 s.l. |
|  | |
|  | Xanthophyceae Allorge 1930 emend. Fritsch 1935 (algas verde-amareladas)                                                                                     |
|  | |

|  | Phaeothamniophyceae Andersen & Bailey 1998 s.l.                         |
|  |                                                                         |
|  | Xanthophyceae Allorge 1930 emend. Fritsch 1935 (algas verde-amareladas) |
|  |                                                                         |

|  | Chrysomerophyceae Cavalier-Smith 1995 |
|  | |
|  | \| \| Phaeothamniophyceae Andersen & Bailey 1998 s.l. \| \| \| \| \| \| Xanthophyceae Allorge 1930 emend. Fritsch 1935 (algas verde-amareladas) \| \| \| \| |
|  | |
|  | Phaeothamniophyceae Andersen & Bailey 1998 s.l. |
|  | |
|  | Xanthophyceae Allorge 1930 emend. Fritsch 1935 (algas verde-amareladas)                                                                                     |
|  | |

|  | Phaeothamniophyceae Andersen & Bailey 1998 s.l.                         |
|  |                                                                         |
|  | Xanthophyceae Allorge 1930 emend. Fritsch 1935 (algas verde-amareladas) |
|  |                                                                         |

|  | Chrysomerophyceae Cavalier-Smith 1995 |
|  | |
|  | \| \| Phaeothamniophyceae Andersen & Bailey 1998 s.l. \| \| \| \| \| \| Xanthophyceae Allorge 1930 emend. Fritsch 1935 (algas verde-amareladas) \| \| \| \| |
|  | |
|  | Phaeothamniophyceae Andersen & Bailey 1998 s.l. |
|  | |
|  | Xanthophyceae Allorge 1930 emend. Fritsch 1935 (algas verde-amareladas)                                                                                     |
|  | |

|  | Phaeothamniophyceae Andersen & Bailey 1998 s.l.                         |
|  |                                                                         |
|  | Xanthophyceae Allorge 1930 emend. Fritsch 1935 (algas verde-amareladas) |
|  |                                                                         |

|  | Pinguiophyceae Kawachi et al. 2002       |
|  |                                          |
|  | Eustigmatophyceae Hibberd & Leedale 1971 |
|  |                                          |

|  | Synchromophyceae Horn & Wilhelm 2007                                                                       |
|  | |
|  | \| \| Leukarachnion Geitler 1942 \| \| \| \| \| \| Chrysophyceae Pascher 1914 (algas-douradas) \| \| \| \| |
|  | |
|  | Leukarachnion Geitler 1942                                                                                 |
|  | |
|  | Chrysophyceae Pascher 1914 (algas-douradas)                                                                |
|  | |

|  | Leukarachnion Geitler 1942                  |
|  |                                             |
|  | Chrysophyceae Pascher 1914 (algas-douradas) |
|  |                                             |

|  | Synchromophyceae Horn & Wilhelm 2007                                                                       |
|  | |
|  | \| \| Leukarachnion Geitler 1942 \| \| \| \| \| \| Chrysophyceae Pascher 1914 (algas-douradas) \| \| \| \| |
|  | |
|  | Leukarachnion Geitler 1942                                                                                 |
|  | |
|  | Chrysophyceae Pascher 1914 (algas-douradas)                                                                |
|  | |

|  | Leukarachnion Geitler 1942                  |
|  |                                             |
|  | Chrysophyceae Pascher 1914 (algas-douradas) |
|  |                                             |

|  | Chrysomerophyceae Cavalier-Smith 1995 |
|  | |
|  | \| \| Phaeothamniophyceae Andersen & Bailey 1998 s.l. \| \| \| \| \| \| Xanthophyceae Allorge 1930 emend. Fritsch 1935 (algas verde-amareladas) \| \| \| \| |
|  | |
|  | Phaeothamniophyceae Andersen & Bailey 1998 s.l. |
|  | |
|  | Xanthophyceae Allorge 1930 emend. Fritsch 1935 (algas verde-amareladas)                                                                                     |
|  | |

|  | Phaeothamniophyceae Andersen & Bailey 1998 s.l.                         |
|  |                                                                         |
|  | Xanthophyceae Allorge 1930 emend. Fritsch 1935 (algas verde-amareladas) |
|  |                                                                         |

|  | Chrysomerophyceae Cavalier-Smith 1995 |
|  | |
|  | \| \| Phaeothamniophyceae Andersen & Bailey 1998 s.l. \| \| \| \| \| \| Xanthophyceae Allorge 1930 emend. Fritsch 1935 (algas verde-amareladas) \| \| \| \| |
|  | |
|  | Phaeothamniophyceae Andersen & Bailey 1998 s.l. |
|  | |
|  | Xanthophyceae Allorge 1930 emend. Fritsch 1935 (algas verde-amareladas)                                                                                     |
|  | |

|  | Phaeothamniophyceae Andersen & Bailey 1998 s.l.                         |
|  |                                                                         |
|  | Xanthophyceae Allorge 1930 emend. Fritsch 1935 (algas verde-amareladas) |
|  |                                                                         |

|  | Chrysomerophyceae Cavalier-Smith 1995 |
|  | |
|  | \| \| Phaeothamniophyceae Andersen & Bailey 1998 s.l. \| \| \| \| \| \| Xanthophyceae Allorge 1930 emend. Fritsch 1935 (algas verde-amareladas) \| \| \| \| |
|  | |
|  | Phaeothamniophyceae Andersen & Bailey 1998 s.l. |
|  | |
|  | Xanthophyceae Allorge 1930 emend. Fritsch 1935 (algas verde-amareladas)                                                                                     |
|  | |

|  | Phaeothamniophyceae Andersen & Bailey 1998 s.l.                         |
|  |                                                                         |
|  | Xanthophyceae Allorge 1930 emend. Fritsch 1935 (algas verde-amareladas) |
|  |                                                                         |

|  | Chrysomerophyceae Cavalier-Smith 1995 |
|  | |
|  | \| \| Phaeothamniophyceae Andersen & Bailey 1998 s.l. \| \| \| \| \| \| Xanthophyceae Allorge 1930 emend. Fritsch 1935 (algas verde-amareladas) \| \| \| \| |
|  | |
|  | Phaeothamniophyceae Andersen & Bailey 1998 s.l. |
|  | |
|  | Xanthophyceae Allorge 1930 emend. Fritsch 1935 (algas verde-amareladas)                                                                                     |
|  | |

|  | Phaeothamniophyceae Andersen & Bailey 1998 s.l.                         |
|  |                                                                         |
|  | Xanthophyceae Allorge 1930 emend. Fritsch 1935 (algas verde-amareladas) |
|  |                                                                         |

|  | Synchromophyceae Horn & Wilhelm 2007                                                                       |
|  | |
|  | \| \| Leukarachnion Geitler 1942 \| \| \| \| \| \| Chrysophyceae Pascher 1914 (algas-douradas) \| \| \| \| |
|  | |
|  | Leukarachnion Geitler 1942                                                                                 |
|  | |
|  | Chrysophyceae Pascher 1914 (algas-douradas)                                                                |
|  | |

|  | Leukarachnion Geitler 1942                  |
|  |                                             |
|  | Chrysophyceae Pascher 1914 (algas-douradas) |
|  |                                             |

|  | Synchromophyceae Horn & Wilhelm 2007                                                                       |
|  | |
|  | \| \| Leukarachnion Geitler 1942 \| \| \| \| \| \| Chrysophyceae Pascher 1914 (algas-douradas) \| \| \| \| |
|  | |
|  | Leukarachnion Geitler 1942                                                                                 |
|  | |
|  | Chrysophyceae Pascher 1914 (algas-douradas)                                                                |
|  | |

|  | Leukarachnion Geitler 1942                  |
|  |                                             |
|  | Chrysophyceae Pascher 1914 (algas-douradas) |
|  |                                             |

|  | Chrysomerophyceae Cavalier-Smith 1995 |
|  | |
|  | \| \| Phaeothamniophyceae Andersen & Bailey 1998 s.l. \| \| \| \| \| \| Xanthophyceae Allorge 1930 emend. Fritsch 1935 (algas verde-amareladas) \| \| \| \| |
|  | |
|  | Phaeothamniophyceae Andersen & Bailey 1998 s.l. |
|  | |
|  | Xanthophyceae Allorge 1930 emend. Fritsch 1935 (algas verde-amareladas)                                                                                     |
|  | |

|  | Phaeothamniophyceae Andersen & Bailey 1998 s.l.                         |
|  |                                                                         |
|  | Xanthophyceae Allorge 1930 emend. Fritsch 1935 (algas verde-amareladas) |
|  |                                                                         |

|  | Chrysomerophyceae Cavalier-Smith 1995 |
|  | |
|  | \| \| Phaeothamniophyceae Andersen & Bailey 1998 s.l. \| \| \| \| \| \| Xanthophyceae Allorge 1930 emend. Fritsch 1935 (algas verde-amareladas) \| \| \| \| |
|  | |
|  | Phaeothamniophyceae Andersen & Bailey 1998 s.l. |
|  | |
|  | Xanthophyceae Allorge 1930 emend. Fritsch 1935 (algas verde-amareladas)                                                                                     |
|  | |

|  | Phaeothamniophyceae Andersen & Bailey 1998 s.l.                         |
|  |                                                                         |
|  | Xanthophyceae Allorge 1930 emend. Fritsch 1935 (algas verde-amareladas) |
|  |                                                                         |

|  | Chrysomerophyceae Cavalier-Smith 1995 |
|  | |
|  | \| \| Phaeothamniophyceae Andersen & Bailey 1998 s.l. \| \| \| \| \| \| Xanthophyceae Allorge 1930 emend. Fritsch 1935 (algas verde-amareladas) \| \| \| \| |
|  | |
|  | Phaeothamniophyceae Andersen & Bailey 1998 s.l. |
|  | |
|  | Xanthophyceae Allorge 1930 emend. Fritsch 1935 (algas verde-amareladas)                                                                                     |
|  | |

|  | Phaeothamniophyceae Andersen & Bailey 1998 s.l.                         |
|  |                                                                         |
|  | Xanthophyceae Allorge 1930 emend. Fritsch 1935 (algas verde-amareladas) |
|  |                                                                         |

|  | Chrysomerophyceae Cavalier-Smith 1995 |
|  | |
|  | \| \| Phaeothamniophyceae Andersen & Bailey 1998 s.l. \| \| \| \| \| \| Xanthophyceae Allorge 1930 emend. Fritsch 1935 (algas verde-amareladas) \| \| \| \| |
|  | |
|  | Phaeothamniophyceae Andersen & Bailey 1998 s.l. |
|  | |
|  | Xanthophyceae Allorge 1930 emend. Fritsch 1935 (algas verde-amareladas)                                                                                     |
|  | |

|  | Phaeothamniophyceae Andersen & Bailey 1998 s.l.                         |
|  |                                                                         |
|  | Xanthophyceae Allorge 1930 emend. Fritsch 1935 (algas verde-amareladas) |
|  |                                                                         |

|  | Pinguiophyceae Kawachi et al. 2002       |
|  |                                          |
|  | Eustigmatophyceae Hibberd & Leedale 1971 |
|  |                                          |

|  | Synchromophyceae Horn & Wilhelm 2007                                                                       |
|  | |
|  | \| \| Leukarachnion Geitler 1942 \| \| \| \| \| \| Chrysophyceae Pascher 1914 (algas-douradas) \| \| \| \| |
|  | |
|  | Leukarachnion Geitler 1942                                                                                 |
|  | |
|  | Chrysophyceae Pascher 1914 (algas-douradas)                                                                |
|  | |

|  | Leukarachnion Geitler 1942                  |
|  |                                             |
|  | Chrysophyceae Pascher 1914 (algas-douradas) |
|  |                                             |

|  | Synchromophyceae Horn & Wilhelm 2007                                                                       |
|  | |
|  | \| \| Leukarachnion Geitler 1942 \| \| \| \| \| \| Chrysophyceae Pascher 1914 (algas-douradas) \| \| \| \| |
|  | |
|  | Leukarachnion Geitler 1942                                                                                 |
|  | |
|  | Chrysophyceae Pascher 1914 (algas-douradas)                                                                |
|  | |

|  | Leukarachnion Geitler 1942                  |
|  |                                             |
|  | Chrysophyceae Pascher 1914 (algas-douradas) |
|  |                                             |

|  | Chrysomerophyceae Cavalier-Smith 1995 |
|  | |
|  | \| \| Phaeothamniophyceae Andersen & Bailey 1998 s.l. \| \| \| \| \| \| Xanthophyceae Allorge 1930 emend. Fritsch 1935 (algas verde-amareladas) \| \| \| \| |
|  | |
|  | Phaeothamniophyceae Andersen & Bailey 1998 s.l. |
|  | |
|  | Xanthophyceae Allorge 1930 emend. Fritsch 1935 (algas verde-amareladas)                                                                                     |
|  | |

|  | Phaeothamniophyceae Andersen & Bailey 1998 s.l.                         |
|  |                                                                         |
|  | Xanthophyceae Allorge 1930 emend. Fritsch 1935 (algas verde-amareladas) |
|  |                                                                         |

|  | Chrysomerophyceae Cavalier-Smith 1995 |
|  | |
|  | \| \| Phaeothamniophyceae Andersen & Bailey 1998 s.l. \| \| \| \| \| \| Xanthophyceae Allorge 1930 emend. Fritsch 1935 (algas verde-amareladas) \| \| \| \| |
|  | |
|  | Phaeothamniophyceae Andersen & Bailey 1998 s.l. |
|  | |
|  | Xanthophyceae Allorge 1930 emend. Fritsch 1935 (algas verde-amareladas)                                                                                     |
|  | |

|  | Phaeothamniophyceae Andersen & Bailey 1998 s.l.                         |
|  |                                                                         |
|  | Xanthophyceae Allorge 1930 emend. Fritsch 1935 (algas verde-amareladas) |
|  |                                                                         |

|  | Chrysomerophyceae Cavalier-Smith 1995 |
|  | |
|  | \| \| Phaeothamniophyceae Andersen & Bailey 1998 s.l. \| \| \| \| \| \| Xanthophyceae Allorge 1930 emend. Fritsch 1935 (algas verde-amareladas) \| \| \| \| |
|  | |
|  | Phaeothamniophyceae Andersen & Bailey 1998 s.l. |
|  | |
|  | Xanthophyceae Allorge 1930 emend. Fritsch 1935 (algas verde-amareladas)                                                                                     |
|  | |

|  | Phaeothamniophyceae Andersen & Bailey 1998 s.l.                         |
|  |                                                                         |
|  | Xanthophyceae Allorge 1930 emend. Fritsch 1935 (algas verde-amareladas) |
|  |                                                                         |

|  | Chrysomerophyceae Cavalier-Smith 1995 |
|  | |
|  | \| \| Phaeothamniophyceae Andersen & Bailey 1998 s.l. \| \| \| \| \| \| Xanthophyceae Allorge 1930 emend. Fritsch 1935 (algas verde-amareladas) \| \| \| \| |
|  | |
|  | Phaeothamniophyceae Andersen & Bailey 1998 s.l. |
|  | |
|  | Xanthophyceae Allorge 1930 emend. Fritsch 1935 (algas verde-amareladas)                                                                                     |
|  | |

|  | Phaeothamniophyceae Andersen & Bailey 1998 s.l.                         |
|  |                                                                         |
|  | Xanthophyceae Allorge 1930 emend. Fritsch 1935 (algas verde-amareladas) |
|  |                                                                         |

|  | Synchromophyceae Horn & Wilhelm 2007                                                                       |
|  | |
|  | \| \| Leukarachnion Geitler 1942 \| \| \| \| \| \| Chrysophyceae Pascher 1914 (algas-douradas) \| \| \| \| |
|  | |
|  | Leukarachnion Geitler 1942                                                                                 |
|  | |
|  | Chrysophyceae Pascher 1914 (algas-douradas)                                                                |
|  | |

|  | Leukarachnion Geitler 1942                  |
|  |                                             |
|  | Chrysophyceae Pascher 1914 (algas-douradas) |
|  |                                             |

|  | Synchromophyceae Horn & Wilhelm 2007                                                                       |
|  | |
|  | \| \| Leukarachnion Geitler 1942 \| \| \| \| \| \| Chrysophyceae Pascher 1914 (algas-douradas) \| \| \| \| |
|  | |
|  | Leukarachnion Geitler 1942                                                                                 |
|  | |
|  | Chrysophyceae Pascher 1914 (algas-douradas)                                                                |
|  | |

|  | Leukarachnion Geitler 1942                  |
|  |                                             |
|  | Chrysophyceae Pascher 1914 (algas-douradas) |
|  |                                             |

|  | Chrysomerophyceae Cavalier-Smith 1995 |
|  | |
|  | \| \| Phaeothamniophyceae Andersen & Bailey 1998 s.l. \| \| \| \| \| \| Xanthophyceae Allorge 1930 emend. Fritsch 1935 (algas verde-amareladas) \| \| \| \| |
|  | |
|  | Phaeothamniophyceae Andersen & Bailey 1998 s.l. |
|  | |
|  | Xanthophyceae Allorge 1930 emend. Fritsch 1935 (algas verde-amareladas)                                                                                     |
|  | |

|  | Phaeothamniophyceae Andersen & Bailey 1998 s.l.                         |
|  |                                                                         |
|  | Xanthophyceae Allorge 1930 emend. Fritsch 1935 (algas verde-amareladas) |
|  |                                                                         |

|  | Chrysomerophyceae Cavalier-Smith 1995 |
|  | |
|  | \| \| Phaeothamniophyceae Andersen & Bailey 1998 s.l. \| \| \| \| \| \| Xanthophyceae Allorge 1930 emend. Fritsch 1935 (algas verde-amareladas) \| \| \| \| |
|  | |
|  | Phaeothamniophyceae Andersen & Bailey 1998 s.l. |
|  | |
|  | Xanthophyceae Allorge 1930 emend. Fritsch 1935 (algas verde-amareladas)                                                                                     |
|  | |

|  | Phaeothamniophyceae Andersen & Bailey 1998 s.l.                         |
|  |                                                                         |
|  | Xanthophyceae Allorge 1930 emend. Fritsch 1935 (algas verde-amareladas) |
|  |                                                                         |

|  | Chrysomerophyceae Cavalier-Smith 1995 |
|  | |
|  | \| \| Phaeothamniophyceae Andersen & Bailey 1998 s.l. \| \| \| \| \| \| Xanthophyceae Allorge 1930 emend. Fritsch 1935 (algas verde-amareladas) \| \| \| \| |
|  | |
|  | Phaeothamniophyceae Andersen & Bailey 1998 s.l. |
|  | |
|  | Xanthophyceae Allorge 1930 emend. Fritsch 1935 (algas verde-amareladas)                                                                                     |
|  | |

|  | Phaeothamniophyceae Andersen & Bailey 1998 s.l.                         |
|  |                                                                         |
|  | Xanthophyceae Allorge 1930 emend. Fritsch 1935 (algas verde-amareladas) |
|  |                                                                         |

|  | Chrysomerophyceae Cavalier-Smith 1995 |
|  | |
|  | \| \| Phaeothamniophyceae Andersen & Bailey 1998 s.l. \| \| \| \| \| \| Xanthophyceae Allorge 1930 emend. Fritsch 1935 (algas verde-amareladas) \| \| \| \| |
|  | |
|  | Phaeothamniophyceae Andersen & Bailey 1998 s.l. |
|  | |
|  | Xanthophyceae Allorge 1930 emend. Fritsch 1935 (algas verde-amareladas)                                                                                     |
|  | |

|  | Phaeothamniophyceae Andersen & Bailey 1998 s.l.                         |
|  |                                                                         |
|  | Xanthophyceae Allorge 1930 emend. Fritsch 1935 (algas verde-amareladas) |
|  |                                                                         |

|  | Pinguiophyceae Kawachi et al. 2002       |
|  |                                          |
|  | Eustigmatophyceae Hibberd & Leedale 1971 |
|  |                                          |

|  | Synchromophyceae Horn & Wilhelm 2007                                                                       |
|  | |
|  | \| \| Leukarachnion Geitler 1942 \| \| \| \| \| \| Chrysophyceae Pascher 1914 (algas-douradas) \| \| \| \| |
|  | |
|  | Leukarachnion Geitler 1942                                                                                 |
|  | |
|  | Chrysophyceae Pascher 1914 (algas-douradas)                                                                |
|  | |

|  | Leukarachnion Geitler 1942                  |
|  |                                             |
|  | Chrysophyceae Pascher 1914 (algas-douradas) |
|  |                                             |

|  | Synchromophyceae Horn & Wilhelm 2007                                                                       |
|  | |
|  | \| \| Leukarachnion Geitler 1942 \| \| \| \| \| \| Chrysophyceae Pascher 1914 (algas-douradas) \| \| \| \| |
|  | |
|  | Leukarachnion Geitler 1942                                                                                 |
|  | |
|  | Chrysophyceae Pascher 1914 (algas-douradas)                                                                |
|  | |

|  | Leukarachnion Geitler 1942                  |
|  |                                             |
|  | Chrysophyceae Pascher 1914 (algas-douradas) |
|  |                                             |

|  | Chrysomerophyceae Cavalier-Smith 1995 |
|  | |
|  | \| \| Phaeothamniophyceae Andersen & Bailey 1998 s.l. \| \| \| \| \| \| Xanthophyceae Allorge 1930 emend. Fritsch 1935 (algas verde-amareladas) \| \| \| \| |
|  | |
|  | Phaeothamniophyceae Andersen & Bailey 1998 s.l. |
|  | |
|  | Xanthophyceae Allorge 1930 emend. Fritsch 1935 (algas verde-amareladas)                                                                                     |
|  | |

|  | Phaeothamniophyceae Andersen & Bailey 1998 s.l.                         |
|  |                                                                         |
|  | Xanthophyceae Allorge 1930 emend. Fritsch 1935 (algas verde-amareladas) |
|  |                                                                         |

|  | Chrysomerophyceae Cavalier-Smith 1995 |
|  | |
|  | \| \| Phaeothamniophyceae Andersen & Bailey 1998 s.l. \| \| \| \| \| \| Xanthophyceae Allorge 1930 emend. Fritsch 1935 (algas verde-amareladas) \| \| \| \| |
|  | |
|  | Phaeothamniophyceae Andersen & Bailey 1998 s.l. |
|  | |
|  | Xanthophyceae Allorge 1930 emend. Fritsch 1935 (algas verde-amareladas)                                                                                     |
|  | |

|  | Phaeothamniophyceae Andersen & Bailey 1998 s.l.                         |
|  |                                                                         |
|  | Xanthophyceae Allorge 1930 emend. Fritsch 1935 (algas verde-amareladas) |
|  |                                                                         |

|  | Chrysomerophyceae Cavalier-Smith 1995 |
|  | |
|  | \| \| Phaeothamniophyceae Andersen & Bailey 1998 s.l. \| \| \| \| \| \| Xanthophyceae Allorge 1930 emend. Fritsch 1935 (algas verde-amareladas) \| \| \| \| |
|  | |
|  | Phaeothamniophyceae Andersen & Bailey 1998 s.l. |
|  | |
|  | Xanthophyceae Allorge 1930 emend. Fritsch 1935 (algas verde-amareladas)                                                                                     |
|  | |

|  | Phaeothamniophyceae Andersen & Bailey 1998 s.l.                         |
|  |                                                                         |
|  | Xanthophyceae Allorge 1930 emend. Fritsch 1935 (algas verde-amareladas) |
|  |                                                                         |

|  | Chrysomerophyceae Cavalier-Smith 1995 |
|  | |
|  | \| \| Phaeothamniophyceae Andersen & Bailey 1998 s.l. \| \| \| \| \| \| Xanthophyceae Allorge 1930 emend. Fritsch 1935 (algas verde-amareladas) \| \| \| \| |
|  | |
|  | Phaeothamniophyceae Andersen & Bailey 1998 s.l. |
|  | |
|  | Xanthophyceae Allorge 1930 emend. Fritsch 1935 (algas verde-amareladas)                                                                                     |
|  | |

|  | Phaeothamniophyceae Andersen & Bailey 1998 s.l.                         |
|  |                                                                         |
|  | Xanthophyceae Allorge 1930 emend. Fritsch 1935 (algas verde-amareladas) |
|  |                                                                         |

|  | Synchromophyceae Horn & Wilhelm 2007                                                                       |
|  | |
|  | \| \| Leukarachnion Geitler 1942 \| \| \| \| \| \| Chrysophyceae Pascher 1914 (algas-douradas) \| \| \| \| |
|  | |
|  | Leukarachnion Geitler 1942                                                                                 |
|  | |
|  | Chrysophyceae Pascher 1914 (algas-douradas)                                                                |
|  | |

|  | Leukarachnion Geitler 1942                  |
|  |                                             |
|  | Chrysophyceae Pascher 1914 (algas-douradas) |
|  |                                             |

|  | Synchromophyceae Horn & Wilhelm 2007                                                                       |
|  | |
|  | \| \| Leukarachnion Geitler 1942 \| \| \| \| \| \| Chrysophyceae Pascher 1914 (algas-douradas) \| \| \| \| |
|  | |
|  | Leukarachnion Geitler 1942                                                                                 |
|  | |
|  | Chrysophyceae Pascher 1914 (algas-douradas)                                                                |
|  | |

|  | Leukarachnion Geitler 1942                  |
|  |                                             |
|  | Chrysophyceae Pascher 1914 (algas-douradas) |
|  |                                             |

|  | Chrysomerophyceae Cavalier-Smith 1995 |
|  | |
|  | \| \| Phaeothamniophyceae Andersen & Bailey 1998 s.l. \| \| \| \| \| \| Xanthophyceae Allorge 1930 emend. Fritsch 1935 (algas verde-amareladas) \| \| \| \| |
|  | |
|  | Phaeothamniophyceae Andersen & Bailey 1998 s.l. |
|  | |
|  | Xanthophyceae Allorge 1930 emend. Fritsch 1935 (algas verde-amareladas)                                                                                     |
|  | |

|  | Phaeothamniophyceae Andersen & Bailey 1998 s.l.                         |
|  |                                                                         |
|  | Xanthophyceae Allorge 1930 emend. Fritsch 1935 (algas verde-amareladas) |
|  |                                                                         |

|  | Chrysomerophyceae Cavalier-Smith 1995 |
|  | |
|  | \| \| Phaeothamniophyceae Andersen & Bailey 1998 s.l. \| \| \| \| \| \| Xanthophyceae Allorge 1930 emend. Fritsch 1935 (algas verde-amareladas) \| \| \| \| |
|  | |
|  | Phaeothamniophyceae Andersen & Bailey 1998 s.l. |
|  | |
|  | Xanthophyceae Allorge 1930 emend. Fritsch 1935 (algas verde-amareladas)                                                                                     |
|  | |

|  | Phaeothamniophyceae Andersen & Bailey 1998 s.l.                         |
|  |                                                                         |
|  | Xanthophyceae Allorge 1930 emend. Fritsch 1935 (algas verde-amareladas) |
|  |                                                                         |

|  | Chrysomerophyceae Cavalier-Smith 1995 |
|  | |
|  | \| \| Phaeothamniophyceae Andersen & Bailey 1998 s.l. \| \| \| \| \| \| Xanthophyceae Allorge 1930 emend. Fritsch 1935 (algas verde-amareladas) \| \| \| \| |
|  | |
|  | Phaeothamniophyceae Andersen & Bailey 1998 s.l. |
|  | |
|  | Xanthophyceae Allorge 1930 emend. Fritsch 1935 (algas verde-amareladas)                                                                                     |
|  | |

|  | Phaeothamniophyceae Andersen & Bailey 1998 s.l.                         |
|  |                                                                         |
|  | Xanthophyceae Allorge 1930 emend. Fritsch 1935 (algas verde-amareladas) |
|  |                                                                         |

|  | Chrysomerophyceae Cavalier-Smith 1995 |
|  | |
|  | \| \| Phaeothamniophyceae Andersen & Bailey 1998 s.l. \| \| \| \| \| \| Xanthophyceae Allorge 1930 emend. Fritsch 1935 (algas verde-amareladas) \| \| \| \| |
|  | |
|  | Phaeothamniophyceae Andersen & Bailey 1998 s.l. |
|  | |
|  | Xanthophyceae Allorge 1930 emend. Fritsch 1935 (algas verde-amareladas)                                                                                     |
|  | |

|  | Phaeothamniophyceae Andersen & Bailey 1998 s.l.                         |
|  |                                                                         |
|  | Xanthophyceae Allorge 1930 emend. Fritsch 1935 (algas verde-amareladas) |
|  |                                                                         |

|  | Bolidophyceae Guillou & Chretiennot-Dinet 1999 |
|  |                                                |
|  | Bacillariophyceae Haeckel 1878 (diatomáceas)   |
|  |                                                |

|  | Pinguiophyceae Kawachi et al. 2002       |
|  |                                          |
|  | Eustigmatophyceae Hibberd & Leedale 1971 |
|  |                                          |

|  | Synchromophyceae Horn & Wilhelm 2007                                                                       |
|  | |
|  | \| \| Leukarachnion Geitler 1942 \| \| \| \| \| \| Chrysophyceae Pascher 1914 (algas-douradas) \| \| \| \| |
|  | |
|  | Leukarachnion Geitler 1942                                                                                 |
|  | |
|  | Chrysophyceae Pascher 1914 (algas-douradas)                                                                |
|  | |

|  | Leukarachnion Geitler 1942                  |
|  |                                             |
|  | Chrysophyceae Pascher 1914 (algas-douradas) |
|  |                                             |

|  | Synchromophyceae Horn & Wilhelm 2007                                                                       |
|  | |
|  | \| \| Leukarachnion Geitler 1942 \| \| \| \| \| \| Chrysophyceae Pascher 1914 (algas-douradas) \| \| \| \| |
|  | |
|  | Leukarachnion Geitler 1942                                                                                 |
|  | |
|  | Chrysophyceae Pascher 1914 (algas-douradas)                                                                |
|  | |

|  | Leukarachnion Geitler 1942                  |
|  |                                             |
|  | Chrysophyceae Pascher 1914 (algas-douradas) |
|  |                                             |

|  | Chrysomerophyceae Cavalier-Smith 1995 |
|  | |
|  | \| \| Phaeothamniophyceae Andersen & Bailey 1998 s.l. \| \| \| \| \| \| Xanthophyceae Allorge 1930 emend. Fritsch 1935 (algas verde-amareladas) \| \| \| \| |
|  | |
|  | Phaeothamniophyceae Andersen & Bailey 1998 s.l. |
|  | |
|  | Xanthophyceae Allorge 1930 emend. Fritsch 1935 (algas verde-amareladas)                                                                                     |
|  | |

|  | Phaeothamniophyceae Andersen & Bailey 1998 s.l.                         |
|  |                                                                         |
|  | Xanthophyceae Allorge 1930 emend. Fritsch 1935 (algas verde-amareladas) |
|  |                                                                         |

|  | Chrysomerophyceae Cavalier-Smith 1995 |
|  | |
|  | \| \| Phaeothamniophyceae Andersen & Bailey 1998 s.l. \| \| \| \| \| \| Xanthophyceae Allorge 1930 emend. Fritsch 1935 (algas verde-amareladas) \| \| \| \| |
|  | |
|  | Phaeothamniophyceae Andersen & Bailey 1998 s.l. |
|  | |
|  | Xanthophyceae Allorge 1930 emend. Fritsch 1935 (algas verde-amareladas)                                                                                     |
|  | |

|  | Phaeothamniophyceae Andersen & Bailey 1998 s.l.                         |
|  |                                                                         |
|  | Xanthophyceae Allorge 1930 emend. Fritsch 1935 (algas verde-amareladas) |
|  |                                                                         |

|  | Chrysomerophyceae Cavalier-Smith 1995 |
|  | |
|  | \| \| Phaeothamniophyceae Andersen & Bailey 1998 s.l. \| \| \| \| \| \| Xanthophyceae Allorge 1930 emend. Fritsch 1935 (algas verde-amareladas) \| \| \| \| |
|  | |
|  | Phaeothamniophyceae Andersen & Bailey 1998 s.l. |
|  | |
|  | Xanthophyceae Allorge 1930 emend. Fritsch 1935 (algas verde-amareladas)                                                                                     |
|  | |

|  | Phaeothamniophyceae Andersen & Bailey 1998 s.l.                         |
|  |                                                                         |
|  | Xanthophyceae Allorge 1930 emend. Fritsch 1935 (algas verde-amareladas) |
|  |                                                                         |

|  | Chrysomerophyceae Cavalier-Smith 1995 |
|  | |
|  | \| \| Phaeothamniophyceae Andersen & Bailey 1998 s.l. \| \| \| \| \| \| Xanthophyceae Allorge 1930 emend. Fritsch 1935 (algas verde-amareladas) \| \| \| \| |
|  | |
|  | Phaeothamniophyceae Andersen & Bailey 1998 s.l. |
|  | |
|  | Xanthophyceae Allorge 1930 emend. Fritsch 1935 (algas verde-amareladas)                                                                                     |
|  | |

|  | Phaeothamniophyceae Andersen & Bailey 1998 s.l.                         |
|  |                                                                         |
|  | Xanthophyceae Allorge 1930 emend. Fritsch 1935 (algas verde-amareladas) |
|  |                                                                         |

|  | Synchromophyceae Horn & Wilhelm 2007                                                                       |
|  | |
|  | \| \| Leukarachnion Geitler 1942 \| \| \| \| \| \| Chrysophyceae Pascher 1914 (algas-douradas) \| \| \| \| |
|  | |
|  | Leukarachnion Geitler 1942                                                                                 |
|  | |
|  | Chrysophyceae Pascher 1914 (algas-douradas)                                                                |
|  | |

|  | Leukarachnion Geitler 1942                  |
|  |                                             |
|  | Chrysophyceae Pascher 1914 (algas-douradas) |
|  |                                             |

|  | Synchromophyceae Horn & Wilhelm 2007                                                                       |
|  | |
|  | \| \| Leukarachnion Geitler 1942 \| \| \| \| \| \| Chrysophyceae Pascher 1914 (algas-douradas) \| \| \| \| |
|  | |
|  | Leukarachnion Geitler 1942                                                                                 |
|  | |
|  | Chrysophyceae Pascher 1914 (algas-douradas)                                                                |
|  | |

|  | Leukarachnion Geitler 1942                  |
|  |                                             |
|  | Chrysophyceae Pascher 1914 (algas-douradas) |
|  |                                             |

|  | Chrysomerophyceae Cavalier-Smith 1995 |
|  | |
|  | \| \| Phaeothamniophyceae Andersen & Bailey 1998 s.l. \| \| \| \| \| \| Xanthophyceae Allorge 1930 emend. Fritsch 1935 (algas verde-amareladas) \| \| \| \| |
|  | |
|  | Phaeothamniophyceae Andersen & Bailey 1998 s.l. |
|  | |
|  | Xanthophyceae Allorge 1930 emend. Fritsch 1935 (algas verde-amareladas)                                                                                     |
|  | |

|  | Phaeothamniophyceae Andersen & Bailey 1998 s.l.                         |
|  |                                                                         |
|  | Xanthophyceae Allorge 1930 emend. Fritsch 1935 (algas verde-amareladas) |
|  |                                                                         |

|  | Chrysomerophyceae Cavalier-Smith 1995 |
|  | |
|  | \| \| Phaeothamniophyceae Andersen & Bailey 1998 s.l. \| \| \| \| \| \| Xanthophyceae Allorge 1930 emend. Fritsch 1935 (algas verde-amareladas) \| \| \| \| |
|  | |
|  | Phaeothamniophyceae Andersen & Bailey 1998 s.l. |
|  | |
|  | Xanthophyceae Allorge 1930 emend. Fritsch 1935 (algas verde-amareladas)                                                                                     |
|  | |

|  | Phaeothamniophyceae Andersen & Bailey 1998 s.l.                         |
|  |                                                                         |
|  | Xanthophyceae Allorge 1930 emend. Fritsch 1935 (algas verde-amareladas) |
|  |                                                                         |

|  | Chrysomerophyceae Cavalier-Smith 1995 |
|  | |
|  | \| \| Phaeothamniophyceae Andersen & Bailey 1998 s.l. \| \| \| \| \| \| Xanthophyceae Allorge 1930 emend. Fritsch 1935 (algas verde-amareladas) \| \| \| \| |
|  | |
|  | Phaeothamniophyceae Andersen & Bailey 1998 s.l. |
|  | |
|  | Xanthophyceae Allorge 1930 emend. Fritsch 1935 (algas verde-amareladas)                                                                                     |
|  | |

|  | Phaeothamniophyceae Andersen & Bailey 1998 s.l.                         |
|  |                                                                         |
|  | Xanthophyceae Allorge 1930 emend. Fritsch 1935 (algas verde-amareladas) |
|  |                                                                         |

|  | Chrysomerophyceae Cavalier-Smith 1995 |
|  | |
|  | \| \| Phaeothamniophyceae Andersen & Bailey 1998 s.l. \| \| \| \| \| \| Xanthophyceae Allorge 1930 emend. Fritsch 1935 (algas verde-amareladas) \| \| \| \| |
|  | |
|  | Phaeothamniophyceae Andersen & Bailey 1998 s.l. |
|  | |
|  | Xanthophyceae Allorge 1930 emend. Fritsch 1935 (algas verde-amareladas)                                                                                     |
|  | |

|  | Phaeothamniophyceae Andersen & Bailey 1998 s.l.                         |
|  |                                                                         |
|  | Xanthophyceae Allorge 1930 emend. Fritsch 1935 (algas verde-amareladas) |
|  |                                                                         |

|  | Pinguiophyceae Kawachi et al. 2002       |
|  |                                          |
|  | Eustigmatophyceae Hibberd & Leedale 1971 |
|  |                                          |

|  | Synchromophyceae Horn & Wilhelm 2007                                                                       |
|  | |
|  | \| \| Leukarachnion Geitler 1942 \| \| \| \| \| \| Chrysophyceae Pascher 1914 (algas-douradas) \| \| \| \| |
|  | |
|  | Leukarachnion Geitler 1942                                                                                 |
|  | |
|  | Chrysophyceae Pascher 1914 (algas-douradas)                                                                |
|  | |

|  | Leukarachnion Geitler 1942                  |
|  |                                             |
|  | Chrysophyceae Pascher 1914 (algas-douradas) |
|  |                                             |

|  | Synchromophyceae Horn & Wilhelm 2007                                                                       |
|  | |
|  | \| \| Leukarachnion Geitler 1942 \| \| \| \| \| \| Chrysophyceae Pascher 1914 (algas-douradas) \| \| \| \| |
|  | |
|  | Leukarachnion Geitler 1942                                                                                 |
|  | |
|  | Chrysophyceae Pascher 1914 (algas-douradas)                                                                |
|  | |

|  | Leukarachnion Geitler 1942                  |
|  |                                             |
|  | Chrysophyceae Pascher 1914 (algas-douradas) |
|  |                                             |

|  | Chrysomerophyceae Cavalier-Smith 1995 |
|  | |
|  | \| \| Phaeothamniophyceae Andersen & Bailey 1998 s.l. \| \| \| \| \| \| Xanthophyceae Allorge 1930 emend. Fritsch 1935 (algas verde-amareladas) \| \| \| \| |
|  | |
|  | Phaeothamniophyceae Andersen & Bailey 1998 s.l. |
|  | |
|  | Xanthophyceae Allorge 1930 emend. Fritsch 1935 (algas verde-amareladas)                                                                                     |
|  | |

|  | Phaeothamniophyceae Andersen & Bailey 1998 s.l.                         |
|  |                                                                         |
|  | Xanthophyceae Allorge 1930 emend. Fritsch 1935 (algas verde-amareladas) |
|  |                                                                         |

|  | Chrysomerophyceae Cavalier-Smith 1995 |
|  | |
|  | \| \| Phaeothamniophyceae Andersen & Bailey 1998 s.l. \| \| \| \| \| \| Xanthophyceae Allorge 1930 emend. Fritsch 1935 (algas verde-amareladas) \| \| \| \| |
|  | |
|  | Phaeothamniophyceae Andersen & Bailey 1998 s.l. |
|  | |
|  | Xanthophyceae Allorge 1930 emend. Fritsch 1935 (algas verde-amareladas)                                                                                     |
|  | |

|  | Phaeothamniophyceae Andersen & Bailey 1998 s.l.                         |
|  |                                                                         |
|  | Xanthophyceae Allorge 1930 emend. Fritsch 1935 (algas verde-amareladas) |
|  |                                                                         |

|  | Chrysomerophyceae Cavalier-Smith 1995 |
|  | |
|  | \| \| Phaeothamniophyceae Andersen & Bailey 1998 s.l. \| \| \| \| \| \| Xanthophyceae Allorge 1930 emend. Fritsch 1935 (algas verde-amareladas) \| \| \| \| |
|  | |
|  | Phaeothamniophyceae Andersen & Bailey 1998 s.l. |
|  | |
|  | Xanthophyceae Allorge 1930 emend. Fritsch 1935 (algas verde-amareladas)                                                                                     |
|  | |

|  | Phaeothamniophyceae Andersen & Bailey 1998 s.l.                         |
|  |                                                                         |
|  | Xanthophyceae Allorge 1930 emend. Fritsch 1935 (algas verde-amareladas) |
|  |                                                                         |

|  | Chrysomerophyceae Cavalier-Smith 1995 |
|  | |
|  | \| \| Phaeothamniophyceae Andersen & Bailey 1998 s.l. \| \| \| \| \| \| Xanthophyceae Allorge 1930 emend. Fritsch 1935 (algas verde-amareladas) \| \| \| \| |
|  | |
|  | Phaeothamniophyceae Andersen & Bailey 1998 s.l. |
|  | |
|  | Xanthophyceae Allorge 1930 emend. Fritsch 1935 (algas verde-amareladas)                                                                                     |
|  | |

|  | Phaeothamniophyceae Andersen & Bailey 1998 s.l.                         |
|  |                                                                         |
|  | Xanthophyceae Allorge 1930 emend. Fritsch 1935 (algas verde-amareladas) |
|  |                                                                         |

|  | Synchromophyceae Horn & Wilhelm 2007                                                                       |
|  | |
|  | \| \| Leukarachnion Geitler 1942 \| \| \| \| \| \| Chrysophyceae Pascher 1914 (algas-douradas) \| \| \| \| |
|  | |
|  | Leukarachnion Geitler 1942                                                                                 |
|  | |
|  | Chrysophyceae Pascher 1914 (algas-douradas)                                                                |
|  | |

|  | Leukarachnion Geitler 1942                  |
|  |                                             |
|  | Chrysophyceae Pascher 1914 (algas-douradas) |
|  |                                             |

|  | Synchromophyceae Horn & Wilhelm 2007                                                                       |
|  | |
|  | \| \| Leukarachnion Geitler 1942 \| \| \| \| \| \| Chrysophyceae Pascher 1914 (algas-douradas) \| \| \| \| |
|  | |
|  | Leukarachnion Geitler 1942                                                                                 |
|  | |
|  | Chrysophyceae Pascher 1914 (algas-douradas)                                                                |
|  | |

|  | Leukarachnion Geitler 1942                  |
|  |                                             |
|  | Chrysophyceae Pascher 1914 (algas-douradas) |
|  |                                             |

|  | Chrysomerophyceae Cavalier-Smith 1995 |
|  | |
|  | \| \| Phaeothamniophyceae Andersen & Bailey 1998 s.l. \| \| \| \| \| \| Xanthophyceae Allorge 1930 emend. Fritsch 1935 (algas verde-amareladas) \| \| \| \| |
|  | |
|  | Phaeothamniophyceae Andersen & Bailey 1998 s.l. |
|  | |
|  | Xanthophyceae Allorge 1930 emend. Fritsch 1935 (algas verde-amareladas)                                                                                     |
|  | |

|  | Phaeothamniophyceae Andersen & Bailey 1998 s.l.                         |
|  |                                                                         |
|  | Xanthophyceae Allorge 1930 emend. Fritsch 1935 (algas verde-amareladas) |
|  |                                                                         |

|  | Chrysomerophyceae Cavalier-Smith 1995 |
|  | |
|  | \| \| Phaeothamniophyceae Andersen & Bailey 1998 s.l. \| \| \| \| \| \| Xanthophyceae Allorge 1930 emend. Fritsch 1935 (algas verde-amareladas) \| \| \| \| |
|  | |
|  | Phaeothamniophyceae Andersen & Bailey 1998 s.l. |
|  | |
|  | Xanthophyceae Allorge 1930 emend. Fritsch 1935 (algas verde-amareladas)                                                                                     |
|  | |

|  | Phaeothamniophyceae Andersen & Bailey 1998 s.l.                         |
|  |                                                                         |
|  | Xanthophyceae Allorge 1930 emend. Fritsch 1935 (algas verde-amareladas) |
|  |                                                                         |

|  | Chrysomerophyceae Cavalier-Smith 1995 |
|  | |
|  | \| \| Phaeothamniophyceae Andersen & Bailey 1998 s.l. \| \| \| \| \| \| Xanthophyceae Allorge 1930 emend. Fritsch 1935 (algas verde-amareladas) \| \| \| \| |
|  | |
|  | Phaeothamniophyceae Andersen & Bailey 1998 s.l. |
|  | |
|  | Xanthophyceae Allorge 1930 emend. Fritsch 1935 (algas verde-amareladas)                                                                                     |
|  | |

|  | Phaeothamniophyceae Andersen & Bailey 1998 s.l.                         |
|  |                                                                         |
|  | Xanthophyceae Allorge 1930 emend. Fritsch 1935 (algas verde-amareladas) |
|  |                                                                         |

|  | Chrysomerophyceae Cavalier-Smith 1995 |
|  | |
|  | \| \| Phaeothamniophyceae Andersen & Bailey 1998 s.l. \| \| \| \| \| \| Xanthophyceae Allorge 1930 emend. Fritsch 1935 (algas verde-amareladas) \| \| \| \| |
|  | |
|  | Phaeothamniophyceae Andersen & Bailey 1998 s.l. |
|  | |
|  | Xanthophyceae Allorge 1930 emend. Fritsch 1935 (algas verde-amareladas)                                                                                     |
|  | |

|  | Phaeothamniophyceae Andersen & Bailey 1998 s.l.                         |
|  |                                                                         |
|  | Xanthophyceae Allorge 1930 emend. Fritsch 1935 (algas verde-amareladas) |
|  |                                                                         |

|  | Pinguiophyceae Kawachi et al. 2002       |
|  |                                          |
|  | Eustigmatophyceae Hibberd & Leedale 1971 |
|  |                                          |

|  | Synchromophyceae Horn & Wilhelm 2007                                                                       |
|  | |
|  | \| \| Leukarachnion Geitler 1942 \| \| \| \| \| \| Chrysophyceae Pascher 1914 (algas-douradas) \| \| \| \| |
|  | |
|  | Leukarachnion Geitler 1942                                                                                 |
|  | |
|  | Chrysophyceae Pascher 1914 (algas-douradas)                                                                |
|  | |

|  | Leukarachnion Geitler 1942                  |
|  |                                             |
|  | Chrysophyceae Pascher 1914 (algas-douradas) |
|  |                                             |

|  | Synchromophyceae Horn & Wilhelm 2007                                                                       |
|  | |
|  | \| \| Leukarachnion Geitler 1942 \| \| \| \| \| \| Chrysophyceae Pascher 1914 (algas-douradas) \| \| \| \| |
|  | |
|  | Leukarachnion Geitler 1942                                                                                 |
|  | |
|  | Chrysophyceae Pascher 1914 (algas-douradas)                                                                |
|  | |

|  | Leukarachnion Geitler 1942                  |
|  |                                             |
|  | Chrysophyceae Pascher 1914 (algas-douradas) |
|  |                                             |

|  | Chrysomerophyceae Cavalier-Smith 1995 |
|  | |
|  | \| \| Phaeothamniophyceae Andersen & Bailey 1998 s.l. \| \| \| \| \| \| Xanthophyceae Allorge 1930 emend. Fritsch 1935 (algas verde-amareladas) \| \| \| \| |
|  | |
|  | Phaeothamniophyceae Andersen & Bailey 1998 s.l. |
|  | |
|  | Xanthophyceae Allorge 1930 emend. Fritsch 1935 (algas verde-amareladas)                                                                                     |
|  | |

|  | Phaeothamniophyceae Andersen & Bailey 1998 s.l.                         |
|  |                                                                         |
|  | Xanthophyceae Allorge 1930 emend. Fritsch 1935 (algas verde-amareladas) |
|  |                                                                         |

|  | Chrysomerophyceae Cavalier-Smith 1995 |
|  | |
|  | \| \| Phaeothamniophyceae Andersen & Bailey 1998 s.l. \| \| \| \| \| \| Xanthophyceae Allorge 1930 emend. Fritsch 1935 (algas verde-amareladas) \| \| \| \| |
|  | |
|  | Phaeothamniophyceae Andersen & Bailey 1998 s.l. |
|  | |
|  | Xanthophyceae Allorge 1930 emend. Fritsch 1935 (algas verde-amareladas)                                                                                     |
|  | |

|  | Phaeothamniophyceae Andersen & Bailey 1998 s.l.                         |
|  |                                                                         |
|  | Xanthophyceae Allorge 1930 emend. Fritsch 1935 (algas verde-amareladas) |
|  |                                                                         |

|  | Chrysomerophyceae Cavalier-Smith 1995 |
|  | |
|  | \| \| Phaeothamniophyceae Andersen & Bailey 1998 s.l. \| \| \| \| \| \| Xanthophyceae Allorge 1930 emend. Fritsch 1935 (algas verde-amareladas) \| \| \| \| |
|  | |
|  | Phaeothamniophyceae Andersen & Bailey 1998 s.l. |
|  | |
|  | Xanthophyceae Allorge 1930 emend. Fritsch 1935 (algas verde-amareladas)                                                                                     |
|  | |

|  | Phaeothamniophyceae Andersen & Bailey 1998 s.l.                         |
|  |                                                                         |
|  | Xanthophyceae Allorge 1930 emend. Fritsch 1935 (algas verde-amareladas) |
|  |                                                                         |

|  | Chrysomerophyceae Cavalier-Smith 1995 |
|  | |
|  | \| \| Phaeothamniophyceae Andersen & Bailey 1998 s.l. \| \| \| \| \| \| Xanthophyceae Allorge 1930 emend. Fritsch 1935 (algas verde-amareladas) \| \| \| \| |
|  | |
|  | Phaeothamniophyceae Andersen & Bailey 1998 s.l. |
|  | |
|  | Xanthophyceae Allorge 1930 emend. Fritsch 1935 (algas verde-amareladas)                                                                                     |
|  | |

|  | Phaeothamniophyceae Andersen & Bailey 1998 s.l.                         |
|  |                                                                         |
|  | Xanthophyceae Allorge 1930 emend. Fritsch 1935 (algas verde-amareladas) |
|  |                                                                         |

|  | Synchromophyceae Horn & Wilhelm 2007                                                                       |
|  | |
|  | \| \| Leukarachnion Geitler 1942 \| \| \| \| \| \| Chrysophyceae Pascher 1914 (algas-douradas) \| \| \| \| |
|  | |
|  | Leukarachnion Geitler 1942                                                                                 |
|  | |
|  | Chrysophyceae Pascher 1914 (algas-douradas)                                                                |
|  | |

|  | Leukarachnion Geitler 1942                  |
|  |                                             |
|  | Chrysophyceae Pascher 1914 (algas-douradas) |
|  |                                             |

|  | Synchromophyceae Horn & Wilhelm 2007                                                                       |
|  | |
|  | \| \| Leukarachnion Geitler 1942 \| \| \| \| \| \| Chrysophyceae Pascher 1914 (algas-douradas) \| \| \| \| |
|  | |
|  | Leukarachnion Geitler 1942                                                                                 |
|  | |
|  | Chrysophyceae Pascher 1914 (algas-douradas)                                                                |
|  | |

|  | Leukarachnion Geitler 1942                  |
|  |                                             |
|  | Chrysophyceae Pascher 1914 (algas-douradas) |
|  |                                             |

|  | Chrysomerophyceae Cavalier-Smith 1995 |
|  | |
|  | \| \| Phaeothamniophyceae Andersen & Bailey 1998 s.l. \| \| \| \| \| \| Xanthophyceae Allorge 1930 emend. Fritsch 1935 (algas verde-amareladas) \| \| \| \| |
|  | |
|  | Phaeothamniophyceae Andersen & Bailey 1998 s.l. |
|  | |
|  | Xanthophyceae Allorge 1930 emend. Fritsch 1935 (algas verde-amareladas)                                                                                     |
|  | |

|  | Phaeothamniophyceae Andersen & Bailey 1998 s.l.                         |
|  |                                                                         |
|  | Xanthophyceae Allorge 1930 emend. Fritsch 1935 (algas verde-amareladas) |
|  |                                                                         |

|  | Chrysomerophyceae Cavalier-Smith 1995 |
|  | |
|  | \| \| Phaeothamniophyceae Andersen & Bailey 1998 s.l. \| \| \| \| \| \| Xanthophyceae Allorge 1930 emend. Fritsch 1935 (algas verde-amareladas) \| \| \| \| |
|  | |
|  | Phaeothamniophyceae Andersen & Bailey 1998 s.l. |
|  | |
|  | Xanthophyceae Allorge 1930 emend. Fritsch 1935 (algas verde-amareladas)                                                                                     |
|  | |

|  | Phaeothamniophyceae Andersen & Bailey 1998 s.l.                         |
|  |                                                                         |
|  | Xanthophyceae Allorge 1930 emend. Fritsch 1935 (algas verde-amareladas) |
|  |                                                                         |

|  | Chrysomerophyceae Cavalier-Smith 1995 |
|  | |
|  | \| \| Phaeothamniophyceae Andersen & Bailey 1998 s.l. \| \| \| \| \| \| Xanthophyceae Allorge 1930 emend. Fritsch 1935 (algas verde-amareladas) \| \| \| \| |
|  | |
|  | Phaeothamniophyceae Andersen & Bailey 1998 s.l. |
|  | |
|  | Xanthophyceae Allorge 1930 emend. Fritsch 1935 (algas verde-amareladas)                                                                                     |
|  | |

|  | Phaeothamniophyceae Andersen & Bailey 1998 s.l.                         |
|  |                                                                         |
|  | Xanthophyceae Allorge 1930 emend. Fritsch 1935 (algas verde-amareladas) |
|  |                                                                         |

|  | Chrysomerophyceae Cavalier-Smith 1995 |
|  | |
|  | \| \| Phaeothamniophyceae Andersen & Bailey 1998 s.l. \| \| \| \| \| \| Xanthophyceae Allorge 1930 emend. Fritsch 1935 (algas verde-amareladas) \| \| \| \| |
|  | |
|  | Phaeothamniophyceae Andersen & Bailey 1998 s.l. |
|  | |
|  | Xanthophyceae Allorge 1930 emend. Fritsch 1935 (algas verde-amareladas)                                                                                     |
|  | |

|  | Phaeothamniophyceae Andersen & Bailey 1998 s.l.                         |
|  |                                                                         |
|  | Xanthophyceae Allorge 1930 emend. Fritsch 1935 (algas verde-amareladas) |
|  |                                                                         |

|  | Pinguiophyceae Kawachi et al. 2002       |
|  |                                          |
|  | Eustigmatophyceae Hibberd & Leedale 1971 |
|  |                                          |

|  | Synchromophyceae Horn & Wilhelm 2007                                                                       |
|  | |
|  | \| \| Leukarachnion Geitler 1942 \| \| \| \| \| \| Chrysophyceae Pascher 1914 (algas-douradas) \| \| \| \| |
|  | |
|  | Leukarachnion Geitler 1942                                                                                 |
|  | |
|  | Chrysophyceae Pascher 1914 (algas-douradas)                                                                |
|  | |

|  | Leukarachnion Geitler 1942                  |
|  |                                             |
|  | Chrysophyceae Pascher 1914 (algas-douradas) |
|  |                                             |

|  | Synchromophyceae Horn & Wilhelm 2007                                                                       |
|  | |
|  | \| \| Leukarachnion Geitler 1942 \| \| \| \| \| \| Chrysophyceae Pascher 1914 (algas-douradas) \| \| \| \| |
|  | |
|  | Leukarachnion Geitler 1942                                                                                 |
|  | |
|  | Chrysophyceae Pascher 1914 (algas-douradas)                                                                |
|  | |

|  | Leukarachnion Geitler 1942                  |
|  |                                             |
|  | Chrysophyceae Pascher 1914 (algas-douradas) |
|  |                                             |

|  | Chrysomerophyceae Cavalier-Smith 1995 |
|  | |
|  | \| \| Phaeothamniophyceae Andersen & Bailey 1998 s.l. \| \| \| \| \| \| Xanthophyceae Allorge 1930 emend. Fritsch 1935 (algas verde-amareladas) \| \| \| \| |
|  | |
|  | Phaeothamniophyceae Andersen & Bailey 1998 s.l. |
|  | |
|  | Xanthophyceae Allorge 1930 emend. Fritsch 1935 (algas verde-amareladas)                                                                                     |
|  | |

|  | Phaeothamniophyceae Andersen & Bailey 1998 s.l.                         |
|  |                                                                         |
|  | Xanthophyceae Allorge 1930 emend. Fritsch 1935 (algas verde-amareladas) |
|  |                                                                         |

|  | Chrysomerophyceae Cavalier-Smith 1995 |
|  | |
|  | \| \| Phaeothamniophyceae Andersen & Bailey 1998 s.l. \| \| \| \| \| \| Xanthophyceae Allorge 1930 emend. Fritsch 1935 (algas verde-amareladas) \| \| \| \| |
|  | |
|  | Phaeothamniophyceae Andersen & Bailey 1998 s.l. |
|  | |
|  | Xanthophyceae Allorge 1930 emend. Fritsch 1935 (algas verde-amareladas)                                                                                     |
|  | |

|  | Phaeothamniophyceae Andersen & Bailey 1998 s.l.                         |
|  |                                                                         |
|  | Xanthophyceae Allorge 1930 emend. Fritsch 1935 (algas verde-amareladas) |
|  |                                                                         |

|  | Chrysomerophyceae Cavalier-Smith 1995 |
|  | |
|  | \| \| Phaeothamniophyceae Andersen & Bailey 1998 s.l. \| \| \| \| \| \| Xanthophyceae Allorge 1930 emend. Fritsch 1935 (algas verde-amareladas) \| \| \| \| |
|  | |
|  | Phaeothamniophyceae Andersen & Bailey 1998 s.l. |
|  | |
|  | Xanthophyceae Allorge 1930 emend. Fritsch 1935 (algas verde-amareladas)                                                                                     |
|  | |

|  | Phaeothamniophyceae Andersen & Bailey 1998 s.l.                         |
|  |                                                                         |
|  | Xanthophyceae Allorge 1930 emend. Fritsch 1935 (algas verde-amareladas) |
|  |                                                                         |

|  | Chrysomerophyceae Cavalier-Smith 1995 |
|  | |
|  | \| \| Phaeothamniophyceae Andersen & Bailey 1998 s.l. \| \| \| \| \| \| Xanthophyceae Allorge 1930 emend. Fritsch 1935 (algas verde-amareladas) \| \| \| \| |
|  | |
|  | Phaeothamniophyceae Andersen & Bailey 1998 s.l. |
|  | |
|  | Xanthophyceae Allorge 1930 emend. Fritsch 1935 (algas verde-amareladas)                                                                                     |
|  | |

|  | Phaeothamniophyceae Andersen & Bailey 1998 s.l.                         |
|  |                                                                         |
|  | Xanthophyceae Allorge 1930 emend. Fritsch 1935 (algas verde-amareladas) |
|  |                                                                         |

|  | Synchromophyceae Horn & Wilhelm 2007                                                                       |
|  | |
|  | \| \| Leukarachnion Geitler 1942 \| \| \| \| \| \| Chrysophyceae Pascher 1914 (algas-douradas) \| \| \| \| |
|  | |
|  | Leukarachnion Geitler 1942                                                                                 |
|  | |
|  | Chrysophyceae Pascher 1914 (algas-douradas)                                                                |
|  | |

|  | Leukarachnion Geitler 1942                  |
|  |                                             |
|  | Chrysophyceae Pascher 1914 (algas-douradas) |
|  |                                             |

|  | Synchromophyceae Horn & Wilhelm 2007                                                                       |
|  | |
|  | \| \| Leukarachnion Geitler 1942 \| \| \| \| \| \| Chrysophyceae Pascher 1914 (algas-douradas) \| \| \| \| |
|  | |
|  | Leukarachnion Geitler 1942                                                                                 |
|  | |
|  | Chrysophyceae Pascher 1914 (algas-douradas)                                                                |
|  | |

|  | Leukarachnion Geitler 1942                  |
|  |                                             |
|  | Chrysophyceae Pascher 1914 (algas-douradas) |
|  |                                             |

|  | Chrysomerophyceae Cavalier-Smith 1995 |
|  | |
|  | \| \| Phaeothamniophyceae Andersen & Bailey 1998 s.l. \| \| \| \| \| \| Xanthophyceae Allorge 1930 emend. Fritsch 1935 (algas verde-amareladas) \| \| \| \| |
|  | |
|  | Phaeothamniophyceae Andersen & Bailey 1998 s.l. |
|  | |
|  | Xanthophyceae Allorge 1930 emend. Fritsch 1935 (algas verde-amareladas)                                                                                     |
|  | |

|  | Phaeothamniophyceae Andersen & Bailey 1998 s.l.                         |
|  |                                                                         |
|  | Xanthophyceae Allorge 1930 emend. Fritsch 1935 (algas verde-amareladas) |
|  |                                                                         |

|  | Chrysomerophyceae Cavalier-Smith 1995 |
|  | |
|  | \| \| Phaeothamniophyceae Andersen & Bailey 1998 s.l. \| \| \| \| \| \| Xanthophyceae Allorge 1930 emend. Fritsch 1935 (algas verde-amareladas) \| \| \| \| |
|  | |
|  | Phaeothamniophyceae Andersen & Bailey 1998 s.l. |
|  | |
|  | Xanthophyceae Allorge 1930 emend. Fritsch 1935 (algas verde-amareladas)                                                                                     |
|  | |

|  | Phaeothamniophyceae Andersen & Bailey 1998 s.l.                         |
|  |                                                                         |
|  | Xanthophyceae Allorge 1930 emend. Fritsch 1935 (algas verde-amareladas) |
|  |                                                                         |

|  | Chrysomerophyceae Cavalier-Smith 1995 |
|  | |
|  | \| \| Phaeothamniophyceae Andersen & Bailey 1998 s.l. \| \| \| \| \| \| Xanthophyceae Allorge 1930 emend. Fritsch 1935 (algas verde-amareladas) \| \| \| \| |
|  | |
|  | Phaeothamniophyceae Andersen & Bailey 1998 s.l. |
|  | |
|  | Xanthophyceae Allorge 1930 emend. Fritsch 1935 (algas verde-amareladas)                                                                                     |
|  | |

|  | Phaeothamniophyceae Andersen & Bailey 1998 s.l.                         |
|  |                                                                         |
|  | Xanthophyceae Allorge 1930 emend. Fritsch 1935 (algas verde-amareladas) |
|  |                                                                         |

|  | Chrysomerophyceae Cavalier-Smith 1995 |
|  | |
|  | \| \| Phaeothamniophyceae Andersen & Bailey 1998 s.l. \| \| \| \| \| \| Xanthophyceae Allorge 1930 emend. Fritsch 1935 (algas verde-amareladas) \| \| \| \| |
|  | |
|  | Phaeothamniophyceae Andersen & Bailey 1998 s.l. |
|  | |
|  | Xanthophyceae Allorge 1930 emend. Fritsch 1935 (algas verde-amareladas)                                                                                     |
|  | |

|  | Phaeothamniophyceae Andersen & Bailey 1998 s.l.                         |
|  |                                                                         |
|  | Xanthophyceae Allorge 1930 emend. Fritsch 1935 (algas verde-amareladas) |
|  |                                                                         |

No esquema de classificação mais utilizado, são reconhecidos como válidos os seguintes géneros:
- Chattonella
- Fibrocapsa
- Gonyostomum
- Haramonas
- Heterosigma
- Merotricha
- Olisthodiscus
- Vacuolaria

Nos modernos sistemas de classificação taxonómica as Raphidophyceae, apesar de subsistirem algumas dúvidas sobre a sua circunscrição taxonómica e sobre a filogenia de alguns táxons subordinados, são divididas nas seguintes famílias e géneros:
- Família Heterosigmataceae
  - Heterosigma
- Família Thaumastigaceae
  - Thaumatomastix
- Família Vacuolariaceae
  - Fibrocapsa
  - Gonyostomum
  - Hemieutreptia
  - Merotricha
  - Vacuolaria
- Família Chattonellaceae
  - Chattonella
- Em incertae sedis:
  - Haramonas

Uma classificação mais abrangente, baseada no trabalho desenvolvido por Thomas Cavalier-Smith e Josephine Margaret Scoble, publicado em 2013, permite constituir a seguinte classificação:
- Classe Raphidomonadea Silva 1980 emend. Cavalier-Smith 2013 [Raphidophyceae Chadefaud 1950 emend. Silva 1980 s.l.]
  - Incertae sedis
    - Género Psammamonas Grant et al. 2013
    - Género Chloromorum Tomas et al. 

  - Subclasse Raphopoda Cavalier-Smith 2013
    - Ordem Commatiida Cavalier-Smith 1997
      - Família Commatiidae Cavalier-Smith 2013
        - Género Commation Thomsen & Larsen 1993

    - Ordem Actinophryida Hartmann 1913 [ Actinophrydia Kühn 1926; Actinophrydea Hartmann 1913]
      - Família Actinosphaeriidae Cavalier-Smith 2013
        - Género Actinosphaerium Ritter von Stein 1857 [Camptonema Schaudinn 1894; Echinosphaerium Hovasse 1965]

      - Família Helioraphidae Cavalier-Smith 2013
        - Género Heliorapha Cavalier-Smith 2013

      - Família Actinophryidae Dujardin 1841
        - Género Actinophrys Ehrenberg 1830 [Trichoda Müller 1773 nomen oblitum; Peritricha Bory de St.Vincent 1824 nomen dubium non Stein 1859]

  - Subclasse Raphidophycidae Cavalier-Smith 2013 [Raphidophyceae Chadefaud 1950 emend. Silva 1980 s.s.; Chloromonadophyceae Rothmaler 1951; Raphidophyta]
    - Ordem Raphidomonadales [ Chattonellales Throndsen 1993; Chloromonadida; Chloromonadales; Raphidomonadida Heywood & Leedale 1983; Chloromonadina Klebs 1892]
      - Género Viridilobus Demir-Hilton et al. 2012
      - Família Fibrocapsaceae Cavalier-Smith 2013
        - Género Fibrocapsa Toriumi & Takano 1973

      - Família Haramonadaceae Cavalier-Smith 2013
        - Género Haramonas Horiguchi 1996

      - Família Chattonellaceae Throndsen 
        - Género Oltmannsia Schiller 1925
        - Género Chlorinimonas Yamaguchi et al. 2010
        - Género Heterosigma Hada 1967 ex Hara & Chihara 1987
        - Género Chattonella Biecheler 1936 [Hornellia Subrahmanyan 1954; Hemieutreptia Hada 1974]

      - Família Vacuolariaceae
        - Género Swirenkoiamonas Skvortzov 1968
        - Género Vacuolaria Cienkowski 1870
        - Género Merotricha Mereschkowsky 1877
        - Género Gonyostomum Diesing 1866